# (26303) 1998 SD144
A (26303) 1998 SD144 a Naprendszer kisbolygóövében található aszteroida. Eric Walter Elst fedezte fel 1998. szeptember 18-án.